# Bedburg-Hau
Bedburg-Hau est une commune de Rhénanie-du-Nord-Westphalie (Allemagne), située dans l'arrondissement de Clèves, dans le district de Düsseldorf.
Elle est jumelée avec la commune française de La Ferté-Gaucher.